# Zone d'opération anti-terroriste

Carte animée de la zone ATO.

Zone d'opération antiterroriste (ukrainien : Зона проведення антитерористичної операції), ou zone ATO (Зона АТО, Zona ATO), est un terme utilisé par les médias, le gouvernement de l'Ukraine, l'OSCE et d'autres institutions étrangères pour identifier le territoire ukrainien des régions (oblasts) de Donetsk et de Louhansk sous le contrôle des forces militaires russes et des séparatistes pro-russes. Une partie importante de la zone ATO est considérée comme un territoire occupé de l'Ukraine. Elle a été subdivisée en secteurs А, B, С, D et secteur М.
Le 20 février 2018, le président ukrainien Petro Porochenko change le statut de la zone ATO, passant d'une opération antiterroriste à « la prise de mesures pour assurer la sécurité et la défense nationales, et repousser et dissuader l'agression armée de la fédération de Russie dans les oblasts de Donetsk et de Louhansk ». Cela permet à l'armée ukrainienne de prendre en charge les zones à la place des services secrets ukrainiens du SBU. L'ATO est alors renommée en Opération des Forces Conjointes (ukrainien : Операція об'єднаних сил) ou OFC (ukrainien : ООС),.